# Oporopowrotnik

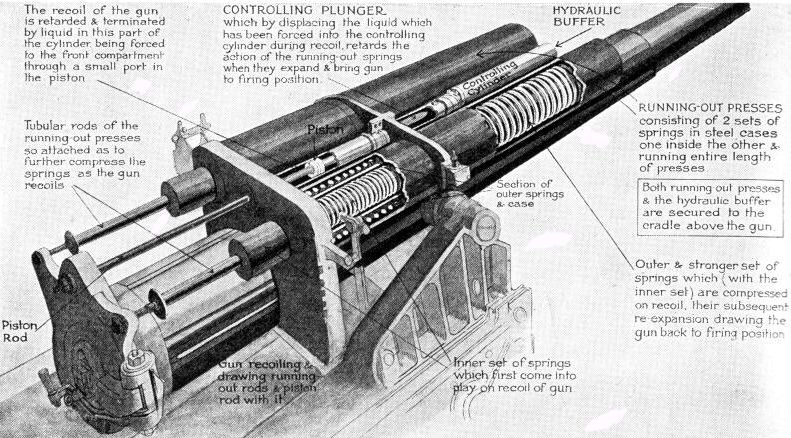
Oporopowrotnik armaty 60-funtowej

Oporopowrotnik – element konstrukcji działa, montowany głównie przy armatach czołgowych oraz działach artylerii holowanej, stałej i samobieżnej, służący do zmniejszenia odrzutu lufy, spowodowania powrotu lufy do położenia sprzed strzału oraz utrzymywania lufy w tym położeniu przy dowolnych kątach podniesienia. Oporopowrotnik powoduje zmniejszenie sił działających na łoże działa podczas wystrzału, w efekcie armata nie zmienia (lub prawie nie zmienia) swojego położenia, przez co wystrzeliwane kolejno pociski trafiają w to samo miejsce.

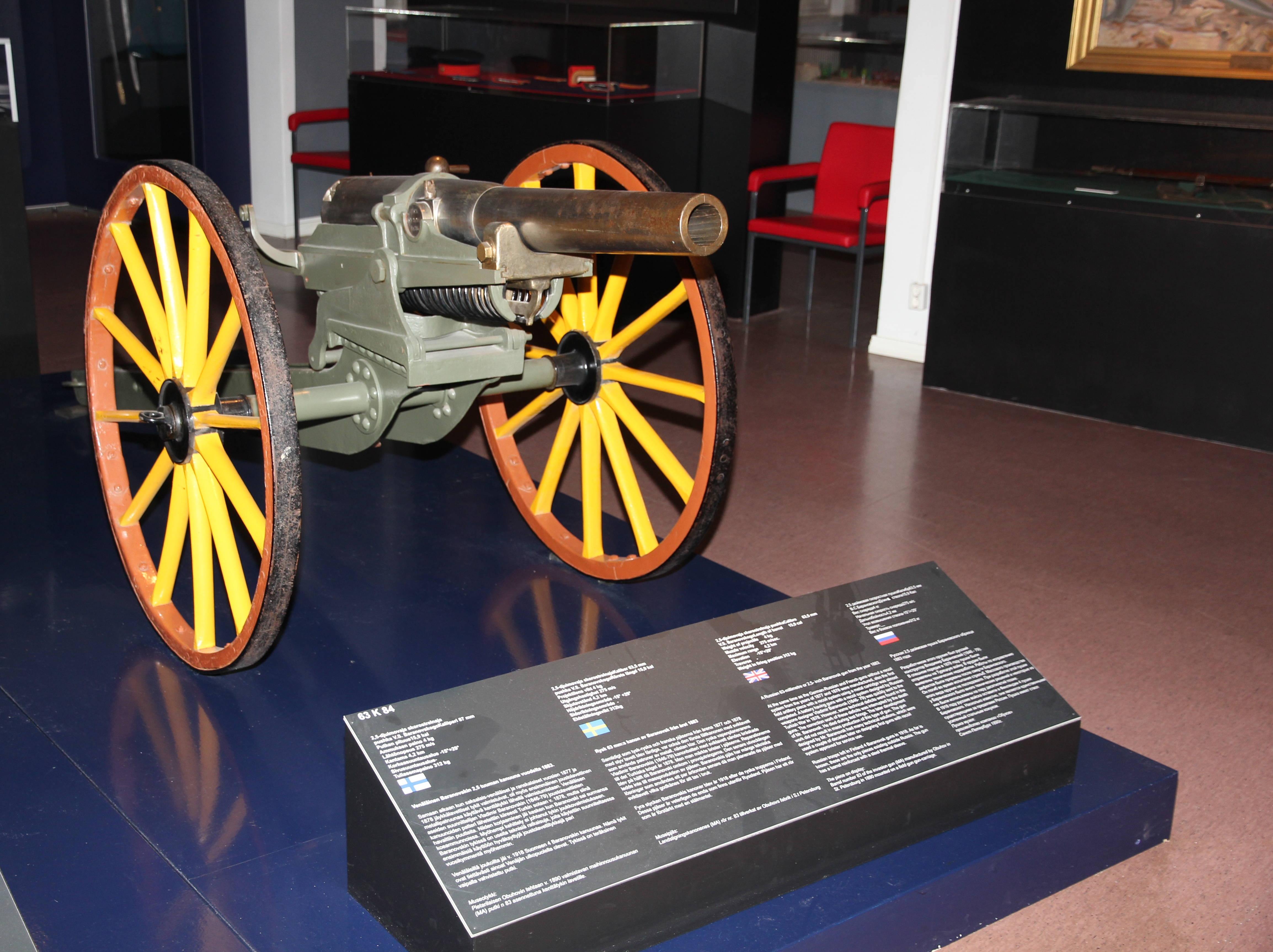
63,5 mm armata Baranowskiego. Pod lufą widoczna sprężyna powrotnika

## Historia
Szybkostrzelność polowych dział odtylcowych była ograniczona przez odskok działa. Po każdym strzale działo odskakiwało o kilkadziesiąt centymetrów do tyłu. Musiało być przesunięte z powrotem na stanowisko i wycelowane. Problem rozwiązywał oporopowrotnik.
Pierwsze oporopowrotniki pojawiły się w drugiej połowie XIX wieku. Pierwszą konstrukcją była armata Baranowskiego kalibru 1,5" z 1872 r. Jej wersja kalibru 2,5" z 1875 r. została przyjęta formalnie w 1882 r. na uzbrojenie i użyta w X wojnie rosyjsko-tureckiej (1877-1878), rosyjsko-japońskiej (1904-1905) i powstaniu bokserów (1899-1901).
Górska armata Baranowskiego była pierwszym przyjętym na uzbrojenie działem o konstrukcji typowej dla armat szybkostrzelnych. Posiadała oporopowrotnik i kołyskę z prostolinijnym ruchem lufy. Nie istniała jeszcze teoria opornika, stąd W. Baranowski przyjął krótki odrzut lufy, mniej korzystny od stosowanego później długiego. Mimo tego uzyskał przy zasilaniu nabojem scalonym kalibru 2,5", maksymalną szybkostrzelność 10 strz./min.
W Europie zwyciężyła doktryna Wille’a o nieprzydatności szybkostrzelnych dział polowych, dlatego wciąż produkowano działa z elastycznym łożem o kilkakrotnie mniejszej szybkostrzelności.
Francuzi w tajemnicy opracowali teorię i wprowadzili na uzbrojenie armatę polową z oporopowrotnikiem 75 mm wz. 1897. Przy zachowaniu ogólnej konstrukcji Baranowskiego wprowadzono długi odrzut lufy oraz proch bezdymny, osiągając maksymalną szybkostrzelność 25 strz./min. Po ujawnieniu w 1900 r. przez Balliea prac teoretycznych na temat oporopowrotnika, podobne konstrukcje wprowadziły pozostałe kraje jeszcze przed wybuchem I wojny światowej. Na francuskiej armacie 75 mm wzorowane były: rosyjska 76 mm armata dywizyjna wz. 1902, austro-węgierska 8 cm FK M.5 i zmodyfikowana niemiecka 7,7 cm FK 96 o nowym oznaczeniu 7,7 cm FK 96 n.A.

## Budowa
Ze względu na sposób działania rozróżnia się oporopowrotniki hydrauliczne, mechaniczne i mieszane.
Oporopowrotnik składa się z opornika, powrotnika i regulatora powrotu.
Oporopowrotnik jest pojedynczym urządzeniem albo występuje w postaci dwóch osobnych urządzeń – opornika i powrotnika.